# Disney English
Disney English (迪士尼英语) est un programme éducatif visant à apprendre l'anglais au travers des personnages Disney. Depuis 2008, Disney Publishing Worldwide a créé une société filiale implantée en Chine ayant des centres de formations.

## Historique
Depuis le milieu des années 1980, Disney publie des supports vidéo, principalement en Europe pour aider les enfants à apprendre plus facilement la langue anglaise.
Le 14 octobre 2008, Disney ouvre une filiale en Chine et son premier centre de formation à Shanghai,. Ce premier établissement est situé sur Mao Ming Road et comprend une salle interactive nommée Magic Theater et sept salles à thème : Blanche-Neige, Le Roi lion, Cars, Peter Pan, Fée Clochette, Winnie l'ourson et Toy Story.
En juin 2010, Shanghai compte sept centres de formation et le premier ouvre à Pékin.
Le 4 mai 2015, le service arrive en France sur Canalsat, le programme étant ainsi proposé par la télévision. Les enfants ont donc le choix du thèmes des vidéos (le camping, la musique, noël, les chiffres…) dans lesquels ils seront accompagnés par des personnages de la chaîne Disney Junior.

## Centres de formation
- Shanghai
  - Huaihai Maoming Center sur Mao Ming Road (octobre 2008)
  - Yuyan Road à Zhongshan Park CBD, Shanghai (février 2009)
  - Xingeng Road à Xujiahui (mai 2009)
  - Century Park Center sur Jin Yan Road à Pudong (août 2009)
  - Xinzhuang Center sur Du Shi Roand à Mi Hang (août 2009)
en mars 2011, le site officiel recense 11 centres à Shanghai
- Pékin
  - en mars 2011, le site officiel recense 6 centres à Pékin
- Suzhou
  - TianYu Center sur Xinghan Street à Suzhou
- Tianjin